# UnixWare
UnixWare es un sistema operativo comercial de la familia Unix para arquitecturas Intel x86, basado en System VR4.2 (posteriormente System V R5)y actualmente desarrollado por SCO Group. Hoy en día (noviembre 2009) se encuentra en la versión 7.1.4 MP4 y es compatible con la mayoría de las aplicaciones libres clásicas Unix (Apache, Squid, etc.)
Fue desarrollado inicialmente por Univel (que lo comercializó en 1991-1993), tras sucesivas adquisiciones pasó por las manos de Novell (1993-1995), Santa Cruz Operation (1995-2001), hasta llegar a Caldera Systems (compañía llamada actualmente The SCO Group).
Está certificado por The Open Group como compatible con el estándar UNIX 95.

## Historial de versiones
| Año  | Release    | Compañía    | Codebase | Versión kernel | Descripción                                                  |
| ---- | ---------- | ----------- | -------- | -------------- | ------------------------------------------------------------ |
| 1991 | 1.0        | Univel      | SVR4.2   | 1              |                                                              |
|      | 1.1        | Univel      |          | 1              |                                                              |
| 1993 | 1.2        | Novell      |          | 1              |                                                              |
|      | 1.3        | Novell      |          | 1              |                                                              |
| 1995 | 2.0        | Novell      | SVR4.2MP | 2.1            | Soporte SMP                                                  |
| 1995 | 2.1        | "Viejo" SCO |          | 2.1            |                                                              |
|      | 2.1.1      | "Viejo" SCO |          | 2.1.1          |                                                              |
|      | 2.1.2      | "Viejo" SCO |          | 2.1.2          |                                                              |
|      | 2.1.3      | "Viejo" SCO |          | 2.1.3          |                                                              |
| 1997 | 7          | "Viejo" SCO | SVR5     | 7.0.1          | Una "fusión" de UnixWare 2 y OpenServer 5                    |
|      | 7.0.1      | "Viejo" SCO |          | 7.0.1          |                                                              |
| 1999 | 7.1.0      | "Viejo" SCO |          | 7.1.0          |                                                              |
| 2001 | 7.1.1      | "Viejo" SCO |          | 7.1.1          |                                                              |
|      | OpenUNIX 8 | Caldera     |          | 7.1.2          |                                                              |
| 2003 | 7.1.3      | SCO Group   |          | 7.1.3          |                                                              |
| 2004 | 7.1.4      | SCO Group   |          | 7.1.4          | 4 Maintenance packs (MP1:2004, MP2:2005, MP3:2006, MP4:2008) |